# Endless Space
Endless Space — компьютерная игра в жанре глобальной пошаговой 4X-стратегии, разработанная французской компанией Amplitude Studios. Выпуск игры состоялся 4 июля 2012 года для Microsoft Windows; для Mac OS X игра была выпущена 31 августа 2012 года.
Акцент игры смещён в сторону экономического развития, где набор инструментов наиболее разнообразен. Битвы в Endless Space несколько упрощены, а модернизация космических кораблей сводится к установке модулей, выбираемых игроком, но без режима тонкой настройки и установки модулей в определённые места. Упор сделан на детализацию управления звёздными системами, перемещению больших флотов и дипломатию.
Команда выходцев из Ubisoft, образовавших студию Amplitude Studios, уже на стадии бета-тестирования предложила достаточно стабильную игру, притягивающую качеством дизайна и графикой, и продолжала совершенствовать игру, выпуская дополнения, добавившие новую расу, уникальные строения, а также улучшая игровой баланс. 4 марта 2015 года вышла последняя по времени версия 1.1.58.

## Описание игры

### Игровой процесс
Началом отсчёта в пошаговой стратегии Endless Space указан трёхтысячный год, а местом действия галактика и входящие в неё звёздные системы. Каждый игрок в начале, выбрав одну из восьми гуманоидных и негуманоидных рас, получает одну колонизированную звёздную систему и одну заселённую планету. Каждую из уникальных рас характеризуют целый ряд черт, воздействующих на ведение войн, развитие науки, рост населения и тому подобные параметры. Эти черты могут заметно повлиять на стратегию игры, давая преимущество в достижении определённого типа победы: дипломатической, научной, военной, территориальной или «чудесной».
Галактика, где и происходит действие игры, генерируется случайно: старые и молодые звёзды окружаются различными типами планет и связываются космическими струнами в случайном порядке. Впрочем, на выбор формы галактики можно влиять, выбирая соответствующий пункт в меню, как и выбирая количество ресурсов, число планет в системах и некоторые другие показатели. Расширяя свои империи, игроки воюют, торгуют и вступают в альянсы. Но первоначально все находятся в состоянии «холодной войны» и могут направить развитие взаимоотношений в ту или иную сторону. Одна из рас — пожиратели — заключить перемирие не может. Другие же могут обмениваться технологиями, ресурсами, реликвиями.
В Endless Space используется четыре основных ресурса, влияющих на экономику: еда, промышленность, пыль (эквивалент денег) и наука (англ. Food, Industry, Dust, Science). Поддержание необходимого соотношения этих ресурсов на планетах позволит выбрать направление развития, которое принесёт более быструю победу в той или иной области. Но всегда важно соблюдать баланс: без еды быстро не увеличить население, без промышленности не построить здания на планетах, а без науки не изучишь новые виды оружия, зданий, которые в свою очередь позволяют увеличить количество пищи, пыли, науки.
Также в игре присутствуют герои, которые помогут значительно увеличить количество производимых ресурсов или усилить космические флоты. Места в академии ограничены (в начале их всего три), а траты на содержание героев растут пропорционально их уровню и общему количеству занятых ими мест в академии.

### Звёздные системы
Являющиеся основными производителями ресурсов, звёздные системы, их колонизация, контроль и удержание в военных конфликтах — становятся ключевым элементом игры.
Каждая система, образованная вблизи молодой или старой звезды, имеет некоторое число планет разного типа. Лишь немногие, наиболее благоприятные для жизни (планета земного типа, джунгли, планета-океан) могут быть колонизированы в самом начале, а для большинства требуются технологии, делающие жизнь на них возможной. Но в любом случае такие планеты, как лавовые, безатмосферные планеты, газовые гиганты, астероиды, снизят уровень благополучия населения и отношение к правителю. Это ещё один фактор, который ограничивает слишком быструю экспансию. Некоторые планеты занимают промежуточное положение. Это пустынные, засушливые и замёрзшие планеты.
Каждый тип планет обладает преимуществом в производстве какого-то одного из четырёх ресурсов, которые производятся пропорционально числу населения, и улучшения, построенным на них. Другие ресурсы, которые могут потребоваться для возведения зданий и строительства кораблей встречаются редко и добыть их можно только после освоения технологий. Впрочем, эти ресурсы, хотя их и мало, не кончаются и доступны сразу во всех звёздных системах, если только какая-то из них не находится под блокадой.

### Военные действия
Отношения, начинающиеся с «холодной войны», которая позволяет сражаться только в нейтральной части галактики, скоро перерастают в мирные или в войну. Нейтральный дипломатический статус позволяет торговать, обмениваться технологиями, редкими ресурсами. Альянс даёт более выгодные условия сделок, но игрок обязан вступить в войну при любом конфликте союзника, иначе же альянс будет расторгнут.
Endless Space даёт возможность находиться всё время в мире с другими игроками, но это не всегда возможно, так как некоторые расы изначально агрессивны, а количество звёздных систем ограничено.
Войны также связаны с развитием технологий, открывающим новые типы кораблей и оружия для них. Оружие можно устанавливать трёх типов: лучевое, кинетическое и ракетное. Три вида защиты справляются только с одним из этих типов, каждый со своим. Поэтому правильный подбор вооружения и защиты в соответствие с возможностями врага становится важной частью стратегии. Дополнительные модули позволяют увеличить запас жизни, дальность передвижения, количество полезной нагрузки и возможность колонизировать планеты.

### Расы
С выходом игры были доступны восемь (девять с учётом флота Шередин, отличавшегося от Единой Империи только внешним видом) видов цивилизаций, но потом была добавлена ещё одна (Автоматы); также, в DLC «Disharmony», была добавлена раса Гармония, а Шередин стали полноценной игровой фракцией.
- Автоматы («Automatons») — мирная раса механических существ, которые были созданы древней цивилизацией, вымершей из-за неконтролируемого разрушения экосистемы их родной планеты. Оставшиеся на планете Автоматы постепенно восстановили планету благодаря кораблю Вечных, упавшему на поверхность и снабдившему их пылью. Когда запасы пыли стали подходить к концу, Автоматы обратили своё внимание к другим звёздным системам. Жители систем Автоматов могут накапливать излишки промышленного производства (до некоторого предельного объёма), чтобы в нужный момент использовать их для ускорения постройки улучшения или корабля.
- Амёбы («Amoeba») — мирная раса высокоразвитых амёбовидных «простейших», одна из древнейших в Галактике. Их биологическое развитие шло медленно, поэтому уровень культуры и дипломатического искусства у них очень высок. Амёбами движет желание быть в гармонии с окружающим их миром и его обитателями. Особая способность позволяет Амёбам отделять сознание от их протоплазматических тел, что делает для них видимой всю карту Галактики.
- Гармония («Harmony») — древняя раса, возникшая из Большого Взрыва. В путешествиях по Вселенной в поисках Ядра (The Core), Гармония наткнулась на Пыль, оказавшуюся для Гармонии смертельной. Особенность этой расы такова, что она не может использовать Пыль ни в каком виде: ни собирать её на планетах, ни нанимать героев, не может ускорять постройку зданий и кораблей, а вместо ползунка налогов ползунок соотношения еда-наука. Более того, Пыль уменьшает производство, еду и науку на планетах. Однако, с течением времени избавившись от Пыли, Гармония получает самую сильную экономику в игре, так как не зависит ни от поступлений пыли, ни от лояльности населения.
- Горацио («Horatio») — так звали экстраординарного мультимиллиардера, который однажды наткнулся на фабрику по клонированию, оставленную Вечными. Самовлюблённый богач решил, что Галактику должны населить самые прекрасные, по его мнению существа… такие же Горацио. Созданная им империя клонов отличается большим числом единиц популяции на планетах и бонусами к производству пищи, а также возможностью клонировать героев.
- Единая Империя («United Empire») — человеческая монархическая империя, возглавляемая императором Максимилианом Зелевасом (англ. Maximilian Zelevas). Повседневное руководство звёздными системами Империи осуществляют разнообразные корпорации, работающие в связке с государственной имперской бюрократией. Бонусы Единой Империи: прочные корпуса кораблей и ускоренное развитие промышленности, а также способность увеличивать производство путём повышения налогов.
- Пилигримы («Pilgrims») — независимое общество людей, образованное учёными и исследователями, недовольными властью Единой Империи. Пилигримы привыкли к жизни в постоянном движении, их особенность — способность эвакуировать целые звёздные системы. Главной целью данной человеческой фракции стал поиск родной планеты Вечных. Меньшая вместительность их кораблей компенсируется скоростью, а захваченные ими системы быстрее полностью переходят под их влияние.
- Пожиратели («Cravers») — Насекомые-киборги. Пожиратели — остатки биологического оружия Вечных. Поначалу на захваченных ими планетах происходит экономический бум за счёт усиленной эксплуатации ресурсов, который затем ведёт к сильному упадку. Чтобы процветать, Пожирателям нужно постоянно захватывать новые миры. Для них не существует понятий «мир», «торговля», «договор», а все встреченные расы воспринимаются как еда.
- Прыгуны («Vaulters») — древнее странствующее племя людей, покинувшее однажды свою главную планету из-за надвигающегося геотермального катаклизма. За сотни лет путешествий стали отлично разбираться в науке и военном деле. Традиционно руководящие посты у прыгунов занимают женщины. В своих звёздных системах могут строить порталы, позволяющие мгновенно перемещать флот между своими звёздными системами. Жители систем, оснащённых порталами, не испытывают недовольства территориальной экспансией.
- Сеятели («Sowers») — раса умных машин, созданных Вечными. Их задача — осваивать планеты и подготавливать их к приходу создателей. Сеятели делают планеты пригодными для жизни, после чего колонизируют следующие. Они не враждебны, пока их священной миссии ничего не угрожает. Сеятели — отличные строители, и могут колонизировать любые типы планет без необходимых на то технологий, но их научное развитие и производство пищи замедленны.
- Софоны («Sophons») — раса существ, главный идеал которой есть постижение тайн мира, исследование галактики. Всё вокруг является разрешимой загадкой для их пытливого ума. Строительство планетарных улучшений занимает у них больше времени и их системы менее защищённые. Сильной стороной Софонов являются научные технологии, развитие которых дополнительно ускоряется снижением налогов.
- Хишшо («Hissho») — раса, происходящая от птиц, их история пестрит клановыми войнами, завоеваниями и кровопролитиями. Их происхождение и подготовка делает представителей Хишшо отличными пилотами и военными. Хишшо получают бонусы к экономике с каждым уничтоженным вражеским флотом, а их оружие точнее и мощнее, но технологический прогресс государства Хишшо замедленный.
- Шередин («Sheredyn») — мощная военная группировка отпочковавшаяся от Единой Империи, образованная частными телохранителями и элитными войсками. Флот Шередин обладает огромным экономическим потенциалом, равным их военной силе. До выхода дополнения «Disharmony» данная фракция была идентична Единой Империи.

### Условия победы
Существующие типы побед:
1. Экспансия — захват не менее трёх четвертей звёздных систем галактики.
2. Научная — изучить исследование «Пан-Галактическое общество» раньше других.
3. Экономическая — накопить (использовать) 500.000 единиц Пыли за всю игру (потраченное тоже считается)
4. Превосходство (Доминирование) — захват всех стартовых систем.
5. Чудесная победа — построить пять улучшений «Неуязвимая Империя» (требуют изучения последнего исследования в нижней ветке)
6. Дипломатическая победа — набрать определённое количество «очков отношения» («очков дипломатии») с другими государствами. Эти очки считаются суммарно по отношению со всеми расами в галактике.
7. Победа по очкам — иметь наибольшее количество очков к 300-му ходу (Зависит от скорости игры).

## Выпуски

### Выпуск
Endless Space стала доступна для предварительной покупки 2 мая 2012 года. Те, кто предварительно заказал игру получили доступ к текущей альфа-версии, а затем бета-версии до запуска. Игра была выпущена на 4 июля 2012 на двух платформах цифровой дистрибуции: Steam и GamersGate. Он пришёл в двух специальных изданий: издание Admiral, содержащее оригинальный саундтрек, и специальное — Emperor, содержащий то же, что и издание первого типа, а также новый тип кораблей и особого героя.
Летом 2018 года, благодаря уязвимости в защите Steam Web API, стало известно, что точное количество пользователей сервиса Steam, которые играли в игру хотя бы один раз, составляет 1 549 005 человек.

## Рецензии
| Сводный рейтинг       | Сводный рейтинг       |
| Агрегатор             | Оценка                |
| --------------------- | --------------------- |
| GameRankings          | 79,54 %               |
| Metacritic            | 77 / 100 (36 обзоров) |
| Иноязычные издания    |                       |
| Издание               | Оценка                |
| 1UP.com               | B                     |
| AllGame               | [ И. 3 ]              |
| Game Informer         | 7,25 / 10             |
| GameSpot              | 8,0 / 10              |
| GameSpy               | [ И. 6 ]              |
| GamesRadar+           | 3,5 / 5               |
| IGN                   | 8,0 / 10              |
| Русскоязычные издания |                       |
| Издание               | Оценка                |
| Absolute Games        | 90 %                  |
| «Игромания»           | 7 / 10                |

Endless Space была положительно воспринята критиками, в настоящее время с общим счётом 77/100 на Metacritic. IGN — 8/10, хвалит игру за её доступность, в то время как критики не оценили саундтрек и инструменты подсказки для новых игроков. GameSpy дал Endless Space рейтинг 3,5/5, хваля пользовательский интерфейс, но критикуя галактики за отсутствие индивидуального стиля.
Игра была номинирована на 5 наград Unity Technologies, так же получила награды на церемонии Unite 2013: Golden Cube и Community Choice Awards.

## Сиквел
Amplitude Studios в мае 2017 года выпустила продолжение игры — Endless Space 2.